# Église Notre-Dame-de-l'Arche-d'Alliance de Paris
Pour les articles homonymes, voir Église Notre-Dame, Notre-Dame et Église Notre-Dame-de-l'Arche-d'Alliance.
Notre-Dame-de-l’Arche-d'Alliance est une église catholique située au 81 rue d'Alleray, dans le 15e arrondissement de Paris, en France.

## Architecture

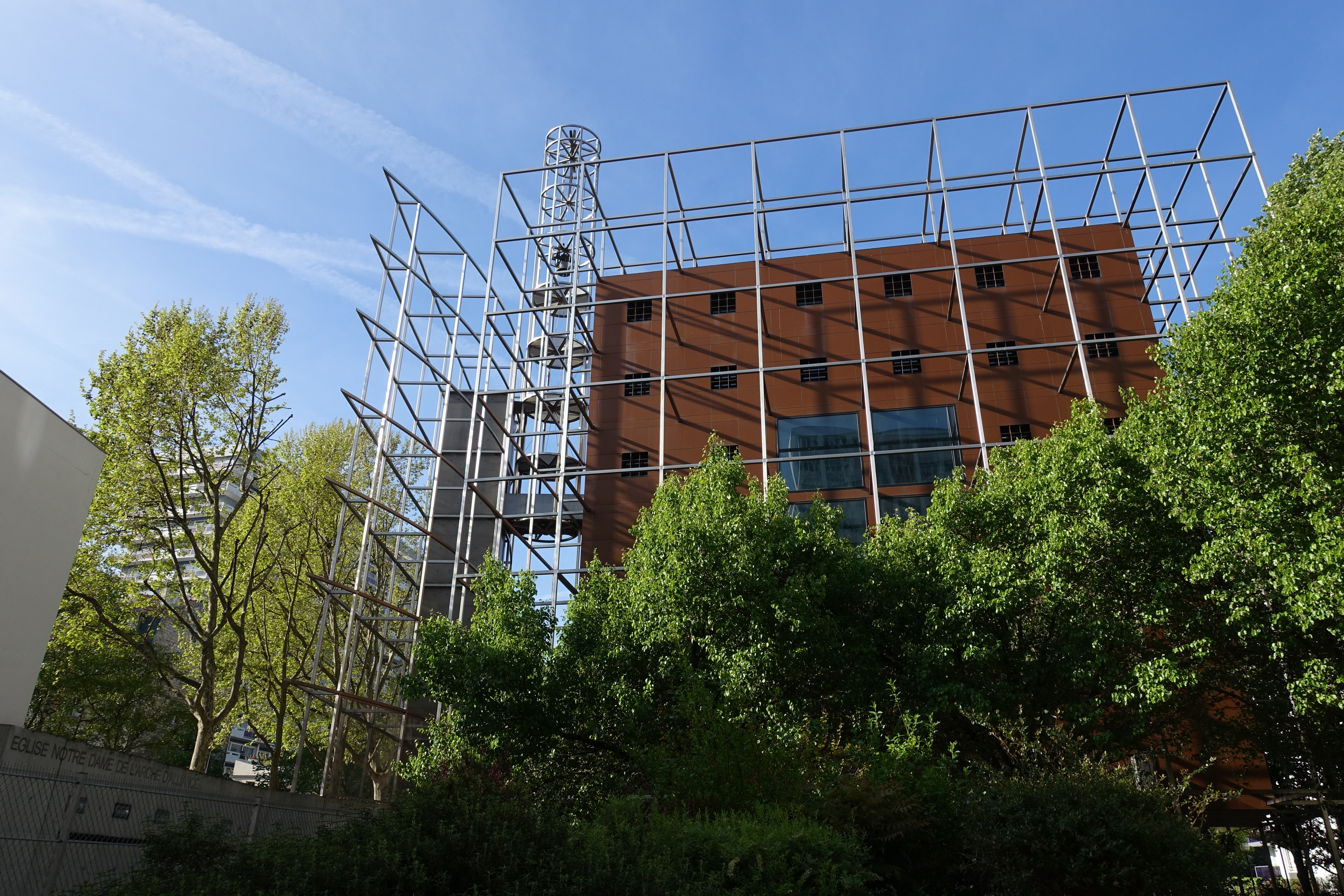

Conçue par le cabinet Architecturestudio en 1986,, l'église est consacrée en 1998. L'aménagement final est réalisé en 2001 avec la pose de deux grands tableaux de verre (vitraux), conçus par l'artiste Martial Raysse et réalisés par le peintre verrier Jean-Dominique Fleury, des panneaux figuratifs représentant deux scènes bibliques, la Visitation de la Vierge Marie et David dansant devant l'Arche d'alliance.

### Projet théologique
Voulue par le cardinal Jean-Marie Lustiger – ancien archevêque de Paris, né dans une famille de confession juive et s'étant converti au catholicisme – l'église Notre-Dame-de-l'Arche-d'Alliance entend marquer la continuité qui unit les traditions du judaïsme et du christianisme, sans pour autant négliger l'irréversibilité de la révélation messianique – rupture essentielle du cours de l'histoire pour la philosophie d'inspiration chrétienne, qui sur le plan théologique en définit à la fois le sens et l'issue finale. Continuité de ces deux traditions sur laquelle se détache la discontinuité majeure qu'occasionne la venue du Messie – que les Juifs de l'Ancien testament attendaient – et qui préfigure la rupture ultime, celle de la Fin des temps, qui selon les chrétiens, signera l'avènement irrévocable du règne de Dieu et le triomphe définitif de ce dernier sur les forces du mal réalisée par la Résurrection du Christ.
D'où le nom de cette église qui, pour figurer cette double symbolique ainsi que l'enracinement de l'herméneutique chrétienne dans la tradition juive, évoque tout autant l'Ancien testament que le Nouveau.

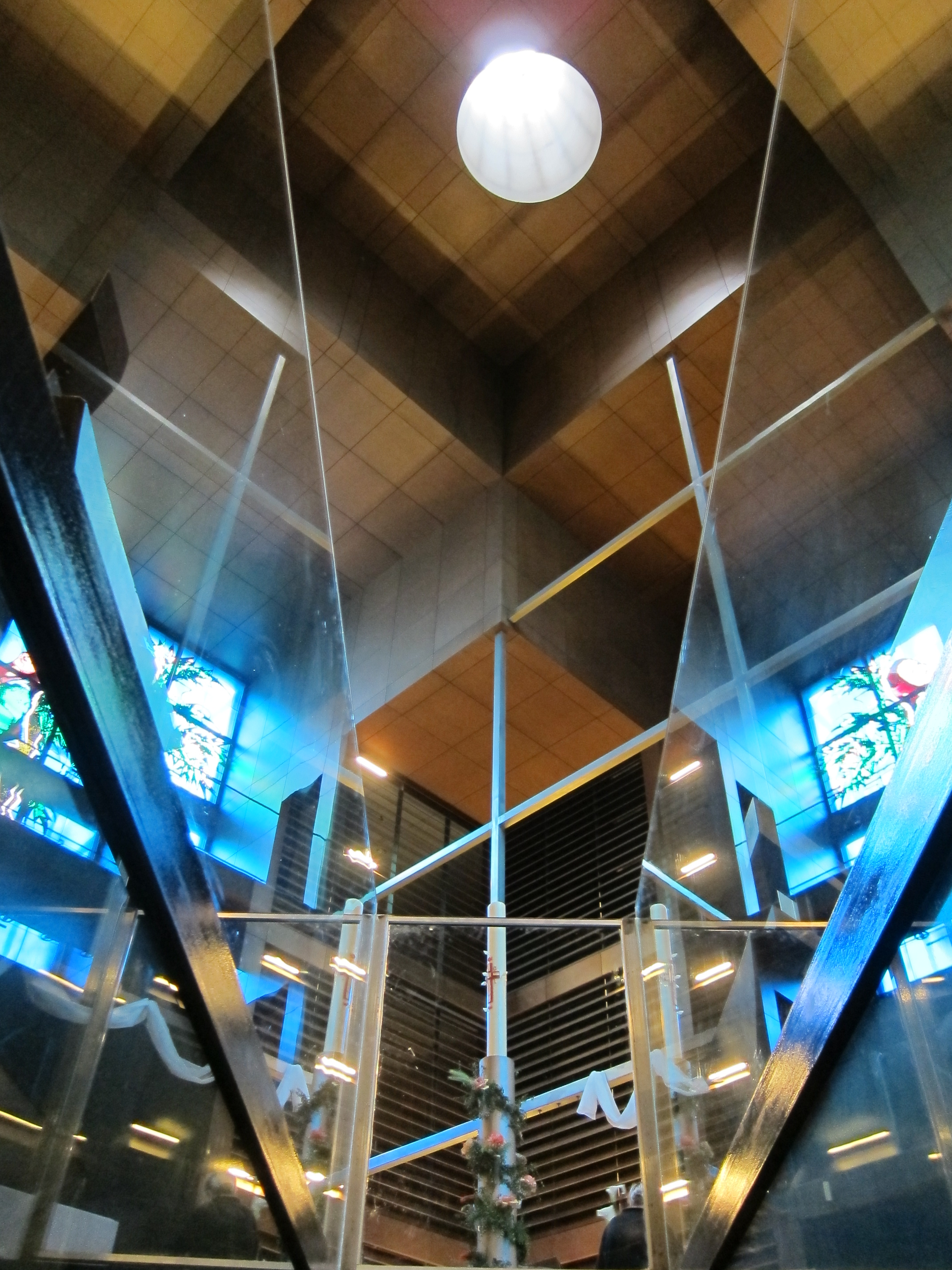
L'intérieur sur deux niveaux.

D'où également les symboles architecturaux rappelant chacune de ces traditions et en manifeste la continuité : forme générale qui évoque l'Arche d'alliance du peuple juif mais aussi la Jérusalem céleste — symbole de la nouvelle alliance et préfiguration du triomphe ultime de  Dieu (double signification que l'on retrouve dans le nombre des piliers).
Comme l'Arche de la première alliance contenait les Tables de la Loi et la manne, le pain que Dieu avait donné pour nourrir son peuple au désert, la Vierge Marie est l'Arche de la nouvelle alliance qui porte en son sein le Christ, nouveau pain pour le peuple (lors de l'Eucharistie).
La nouveauté radicale du message chrétien est rappelée par l'abondance des figures architecturales évoquant la croix ainsi que par le thème de la nouvelle alliance nouée entre Dieu et les hommes, enracinée dans la première Alliance entre Dieu et le peuple juif.

### Description
L'église prend la forme d’un cube de 18 mètres de côté, entouré d’une résille métallique. Ses dimensions égales (longueur, largeur et hauteur) entendent symboliser la Jérusalem céleste. Ce cube est lui-même supporté par 12 colonnes — à l'image des 12 apôtres — en surplomb du jardin public Alleray-Procession. Les murs du baptistère portent les noms des douze tribus d'Israël tandis que les colonnes portent les noms des douze Apôtres manifestant ainsi la continuité entre la foi d'Israël et la foi chrétienne.

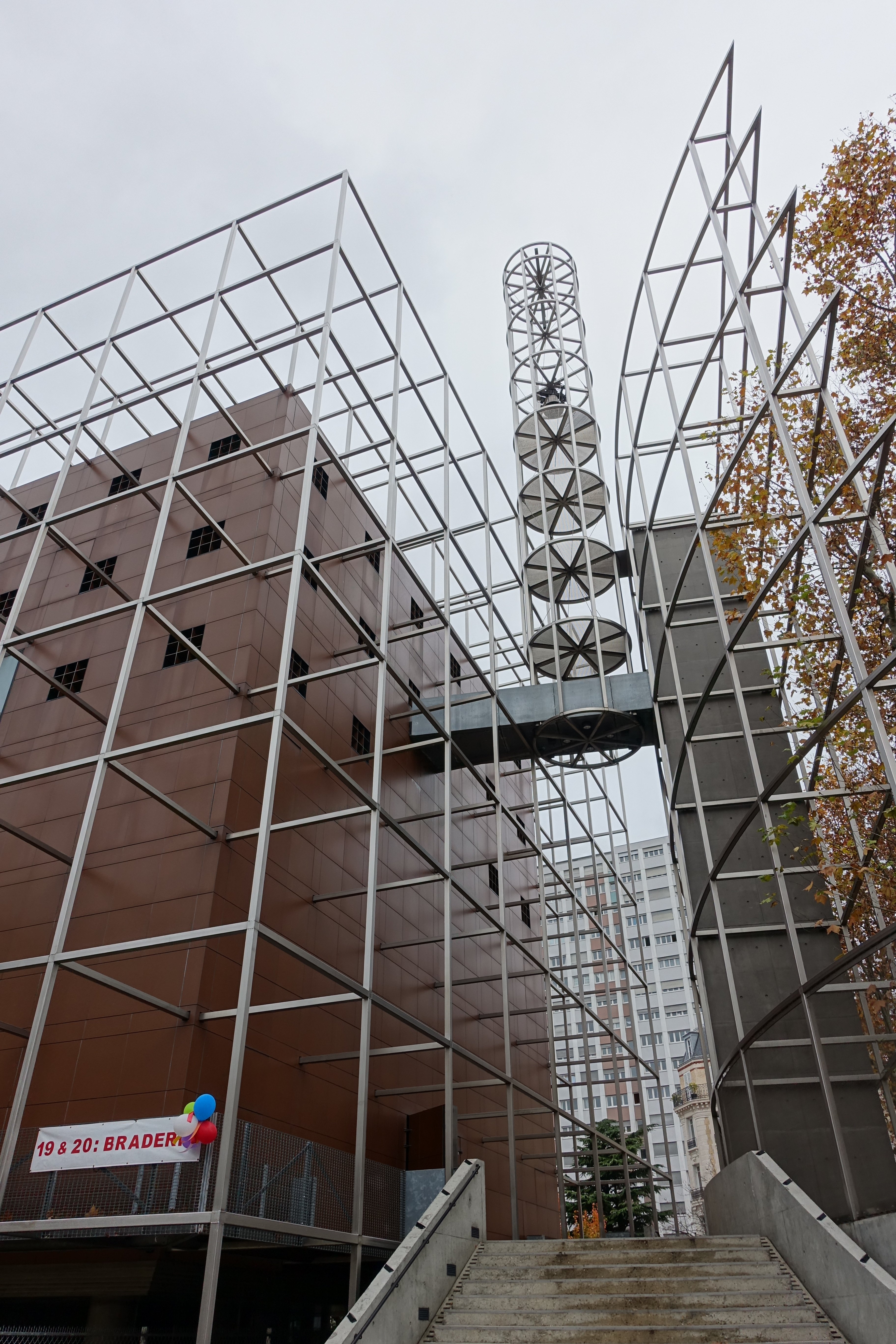
Clocher.

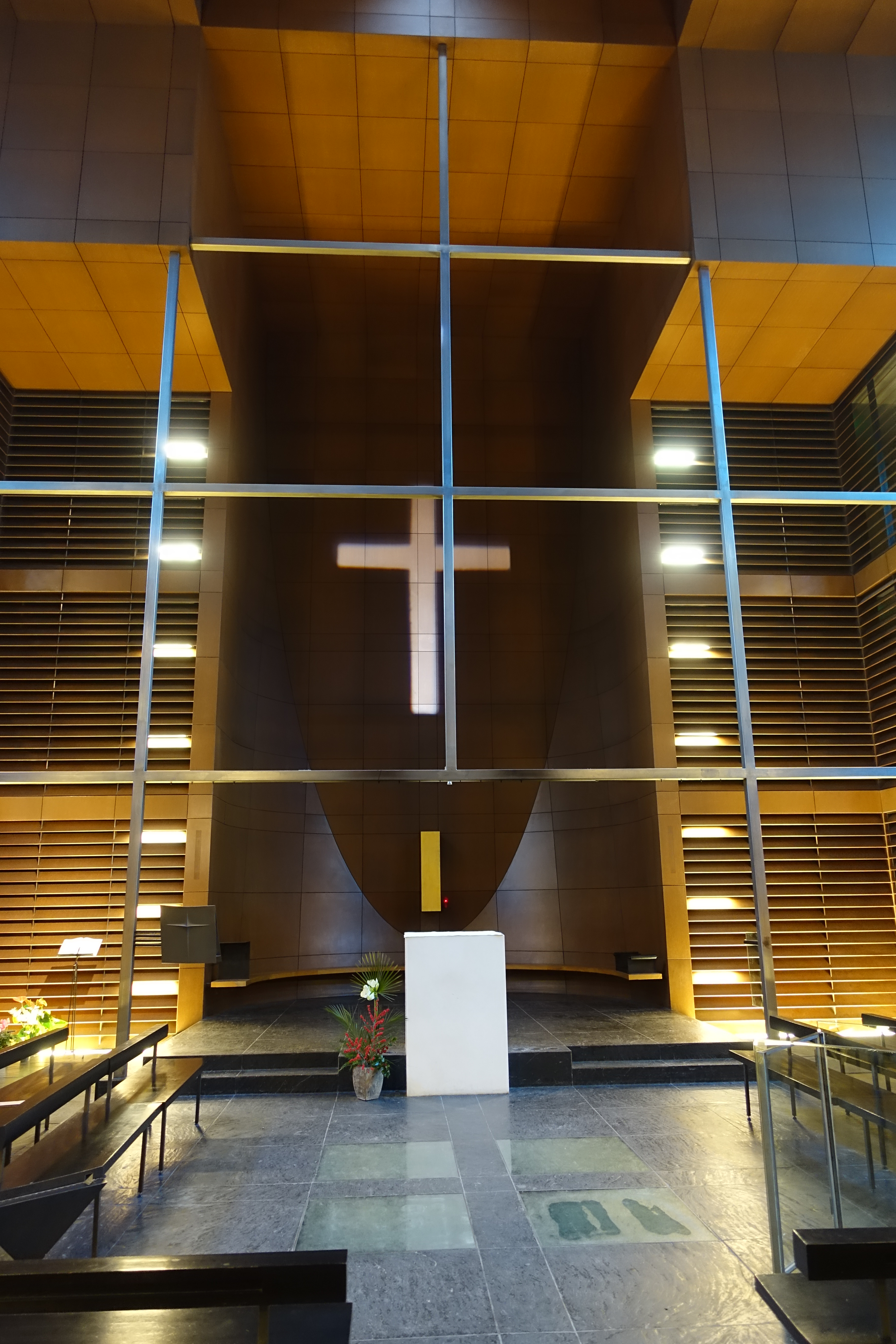
Autel.

Sur l’un des côtés de l'édifice se trouve un clocher de 37 mètres de haut, lui aussi formé d'une structure tubulaire cylindrique. La prégnance de cette structure métallique, tant extérieure qu'intérieure, évoque là encore la croix et constitue la deuxième originalité de l'édifice. On peut y voir en ses parties extérieures une sorte d'enveloppe protectrice d'un édifice dont on entend ainsi rappeler la sacralité, à l'image du respect dont les Juifs entouraient l'Arche d'alliance, mais aussi à l'image de celui que les chrétiens accordent à l'édifice destiné à accueillir, ainsi qu'un vaste tabernacle, le corps du Christ où quotidiennement est célébré le mémorial de la mort et de la Résurrection du Christ lors de la messe.
Cette résille métallique prend sa source à l'intérieur de l'église et se prolonge à l'extérieur : on peut lire la vocation essentielle de l'Église, réaffirmée lors du concile de Vatican II, à annoncer la divinité et la Résurrection du Christ hors de ses murs, à pleinement réaliser sa vocation universelle et, sans oublier son fondement extra-mondain, à réellement être « dans le monde ».
L’autel, en marbre blanc de Thasos comme le baptistère, est surmonté de la même résille extérieure qui, très significativement, prend naissance à cet endroit. Une croix lumineuse, projetée sur le mur situé à l'arrière-plan de cet autel depuis la tribune d'orgue, surplombe ce dernier ainsi que le tabernacle.
L’entrée naturelle dans l'église s'effectue par le baptistère au rez-de-chaussée du bâtiment. Vaste pièce blanche au centre de laquelle se trouve le baptistère octogonal en marbre blanc au-dessus duquel quatre dalles de verre permettent de voir l’église au-dessus et manifestent par là la signification du baptême chrétien, qui intègre le baptisé à la communauté des fidèles.

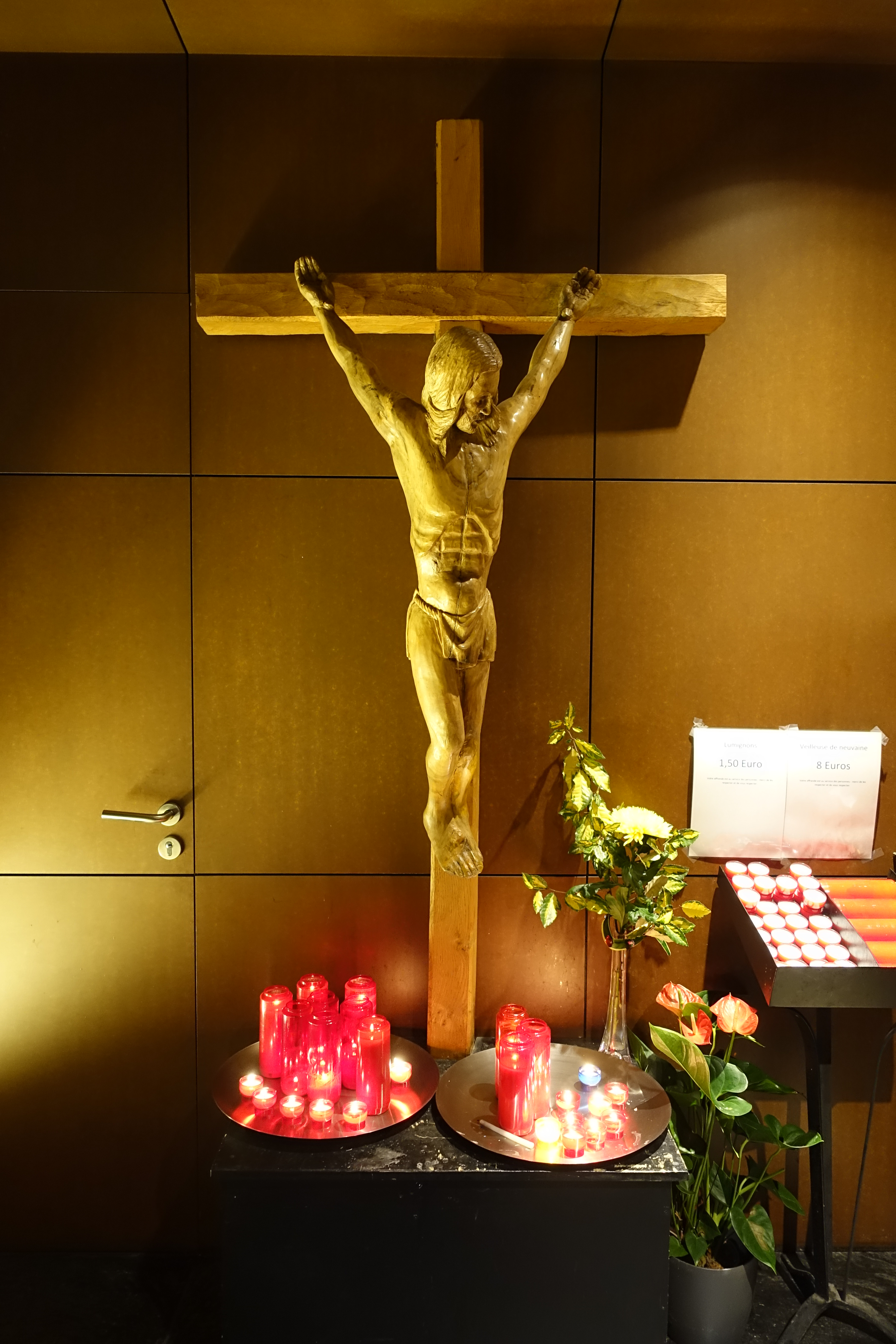
Crucifix.

Un Christ en croix mort (Christ Courajod) dans le baptistère manifeste que le baptême associe le chrétien à la mort du Christ. La croix lumineuse, qui lui fait écho dans l'église, rappelle que le baptême associe à la Résurrection du Christ. De manière symbolique, lorsque des obsèques sont célébrées, le corps du défunt est placé au-dessus de ces dalles de verres, à l'exacte verticale du baptistère, manifestant ainsi l'espérance chrétienne que la mort ne constitue qu'un passage déjà réalisé lors du baptême par l'union à la mort et la Résurrection du Christ que celui-ci célèbre.
L’accès à l’intérieur proprement dit de l'église s'effectue quant à lui par un escalier qui débouche au centre de la nef. En forme de croix grecque, l’église elle-même se déploie sur trois niveaux avec des tribunes permettant d’accueillir jusqu'à 350 paroissiens.
L'architecture interne se caractérise par l'omniprésence de la figure de la croix – de forme classique tout autant que de type grec, rappel de la mort et de la Résurrection du Christ.

### Labellisation
En 2012, l'église a reçu le label « Patrimoine du XXe siècle » qui manifeste les œuvres architecturales dignes d'intérêt construites au XXe siècle.

## La paroisse
L'église est le lieu de culte d'une paroisse de 18 000 habitants dont le territoire est délimité par les rues de Vouillé, La Quintinie, Platon et les voies de la gare Montparnasse dans le quartier Saint-Lambert.
Érigée en paroisse le 15 août 1997 (fête de l'Assomption) par décret du cardinal Lustiger, le territoire a été constitué en prenant sur ceux des paroisses Notre-Dame-de-la-Salette, Saint-Lambert et Saint-Jean-Baptiste-de-La-Salle. Elle appartient au doyenné Pasteur-Vaugirard du vicariat sud-ouest de l'archevêché de Paris.
La dédicace de l'église a été célébrée le 20 juin 1998 par le cardinal Lustiger et elle est célébrée chaque année à cette date.

### Liste des curés
Quatre curés se sont succédé depuis 1996 :
- l'abbé Emmanuel Schwab (1996-2001)
- monseigneur Michel Aupetit (2001-2006)
- l'abbé Pierre Vivarès (2006-2014)
- l'abbé Vincent Guibert (2014-2023)
- l'abbé Nicolas Jalenques (depuis 2023)